# 이토 리사코
이토 리사코(일본어: 伊藤 梨沙子, 1996년 2월 20일 ~ )는 일본 도쿄도 출신의 배우이다.

## 출연

### 드라마
- 장난스런 Kiss 2~Love in TOKYO (2014년 12월 29일 ~ 2015년 4월 6일, 후지 TV) - 오구라 토모코 역
- 가면라이더 빌드(2017년 9월 10일·11월 19일, TV 아사히) - 오구라 가스미 역

### 영화
- 하이킥 엔젤스 (2014년 6월 21일) - 이가라시 후유미 역
- 사춘기 놀이 (2014년 8월 23일) - 미우라 소노코 역